# Serqueux (Haute-Marne)
Serqueux é uma comuna francesa na região administrativa de Grande Leste, no departamento de Haute-Marne. Estende-se por uma área de 25,63 km². Em 2010 a comuna tinha 405 habitantes (densidade: 15,8 hab./km²).